# Petasodes
Petasodes es un género de insectos blatodeos (cucarachas) de la familia Blaberidae, subfamilia Blaberinae.
Tres especies pertenecen a este género:
- Petasodes dominicana (Burmeister, 1838)
- Petasodes moufeti (Kirby, 1817)
- Petasodes reflexa (Thunberg, 1826)

## Distribución geográfica
Se pueden encontrar en Brasil.